# Bahnstrecke Jever–Harle
| |                                   |                                  |                                  |
| Streckennummer: | 1541                              |                                  |                                  |
| Kursbuchstrecke (DB): | ex 10007, ex 221g                 |                                  |                                  |
| Kursbuchstrecke: | 221g (Jever – Carolinensiel 1946) |                                  |                                  |
| Streckenlänge: | 20,1 km                           |                                  |                                  |
| Spurweite: | 1435 mm (Normalspur)              |                                  |                                  |
| |                                   |                                  |                                  |
| \| \| \| von Sande \| \| \| \| 0 \| Jever \| Jever \| \| \| \| nach Esens (–ehemals Norden) \| \| \| \| 4,0 \| Wiefels \| Wiefels \| \| \| 6,2 \| Bussenhausen \| Bussenhausen \| \| \| 8,4 \| Tettens \| Tettens \| \| \| 11,1 \| Hohenkirchen \| Hohenkirchen \| \| \| \| Marinebahn Hohenkirchen–Schillig \| \| \| \| 14,1 \| Garms (Neugarmssiel) \| Garms (Neugarmssiel) \| \| \| 18,0 \| Carolinensiel \| Carolinensiel \| \| \| 20,1 \| Hafen Harle (ab 1987 Haltepunkt) \| Hafen Harle (ab 1987 Haltepunkt) \| |                                   |                                  |                                  |
| Strecke |                                   | von Sande                        | von Sande                        |
| Haltepunkt / Haltestelle Streckenende | 0                                 | Jever                            | Jever                            |
| Abzweig ehemals geradeaus und nach links |                                   | nach Esens (–ehemals Norden)     | nach Esens (–ehemals Norden)     |
| Haltepunkt / Haltestelle (Strecke außer Betrieb) | 4,0                               | Wiefels                          | Wiefels                          |
| Haltepunkt / Haltestelle (Strecke außer Betrieb) | 6,2                               | Bussenhausen                     | Bussenhausen                     |
| Haltepunkt / Haltestelle (Strecke außer Betrieb) | 8,4                               | Tettens                          | Tettens                          |
| Bahnhof (Strecke außer Betrieb) | 11,1                              | Hohenkirchen                     | Hohenkirchen                     |
| Abzweig geradeaus und nach rechts (Strecke außer Betrieb) |                                   | Marinebahn Hohenkirchen–Schillig | Marinebahn Hohenkirchen–Schillig |
| Haltepunkt / Haltestelle (Strecke außer Betrieb) | 14,1                              | Garms (Neugarmssiel)             | Garms (Neugarmssiel)             |
| Bahnhof (Strecke außer Betrieb) | 18,0                              | Carolinensiel                    | Carolinensiel                    |
| Kopfbahnhof Streckenende (Strecke außer Betrieb) | 20,1                              | Hafen Harle (ab 1987 Haltepunkt) | Hafen Harle (ab 1987 Haltepunkt) |

Die Bahnstrecke Jever–Harle war eine 20 Kilometer lange Nebenbahn im Nordwesten von Niedersachsen, die überwiegend dem Verkehr von und zu den Fährschiffen zur Insel Wangerooge diente. Da der Schiffsverkehr nach Wangerooge abhängig von den Gezeiten (der Tide) ist, hatten viele Zugpaare einen täglich wechselnden Fahrplan, weshalb diese Fahrten als Tidezug und die Strecke als Tidebahn bezeichnet wurden.

## Streckenverlauf
Die Strecke zweigte am Nordwest-Ende des Bahnhofs Jever von der Ostfriesischen Küstenbahn ab und verlief weitgehend gradlinig und direkt neben der Landstraße nach Norden. Der wichtigste Zwischenbahnhof stand in Carolinensiel. Von dort führte sie bis in das Vordeichsgelände am Hafen Harle.

## Geschichte
Der Bau der Bahn war vom Großherzogtum Oldenburg initiiert worden, um den Badebetrieb auf der einzigen oldenburgischen Nordseeinsel Wangerooge zu fördern. Gebaut wurde sie von der „Jever-Carolinensieler Eisenbahngesellschaft“, einer Aktiengesellschaft unter Führung des Bankhauses Erlanger & Söhne in Frankfurt am Main. Am 1. September 1888 wurde der Abschnitt Jever–Carolinensiel eröffnet; die Bahn endete jedoch nicht im damals preußischen Carolinensiel, sondern an der Friedrichsschleuse auf Oldenburger Gebiet. Der Anschluss zum Anleger Harle erfolgte am 1. Juli 1890. Der Betrieb wurde von Anfang an von den Großherzoglich Oldenburgischen Staatseisenbahnen (GOE) übernommen. Diese kaufte 1897 auch die verlustbringende Strecke. Gleichzeitig übernahm sie ein Seebäderschiff und errichtete die Inselbahn Wangerooge.
1956/1957 wurde der Hafen weiter in das Vordeichgelände verlegt und die Bahnstrecke verlängert.
Auf der Strecke überlagerte sich der nach festem Fahrplan verkehrende Zugverkehr Jever–Carolinensiel und der der Tidezüge Sande–Harle. 1944 verkehrten werktags sechs Zugpaare und ein Tidezugpaar, 1961 drei Zugpaare und ein bis zwei Tidezüge.
Der Betrieb war stets unrentabel. Im Jahr 1966 wurde der Verkehr im Winter eingestellt. Die Bedienung der Zwischenhalte endete 1968. Ab 1981 verkehrten Züge nur noch an verkehrsreichen Tagen, wobei sich der Fahrplan nach der Fähre richtete, der von Gezeiten abhing. Im Jahr 1987 musste das Umsetzgleis in Harle dem Parkplatzausbau weichen, so dass nur noch Schienenbusse verkehren konnten. Ein notwendiger Brückenneubau über das Tettenser Tief war Anlass, die Strecke stillzulegen. Zum Winterfahrplan 1987/1988 kündigte die Deutsche Bundesbahn die Einstellung des Personenverkehrs an. Am 27. September 1987 wurde der Reiseverkehr und am 25. September 1988 der Restverkehr eingestellt. Im Januar 1990 wurde die Strecke stillgelegt und abgebaut. Seitdem dienen große Teile der Trasse als Rad- bzw. Fußweg.
Das Bahnhofsgebäude und ein weiteres Bahngebäude in Carolinensiel werden privat genutzt, das Bahnhofsgebäude steht zudem heute unter Denkmalschutz. Das Bahnhofsgebäude in Harle dient als Verkaufsstelle für Fährtickets zur Insel Wangerooge. Vorhanden sind noch die ehemaligen Bahnhofsgebäude – heute privat genutzt – in Tettens und Garms.
Bildergalerie der Bahnhöfe

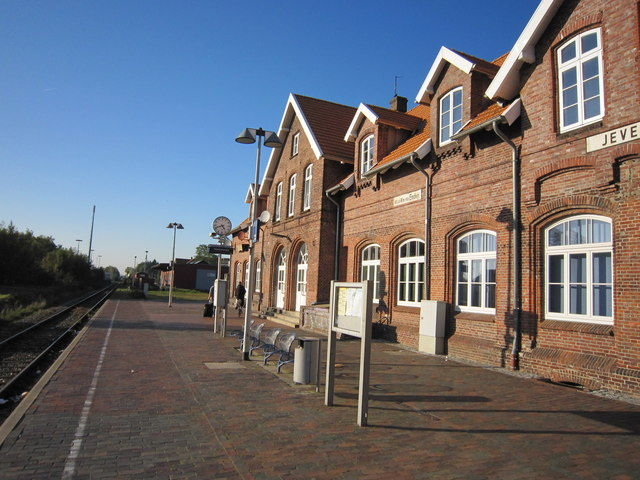
Bahnhof Jever
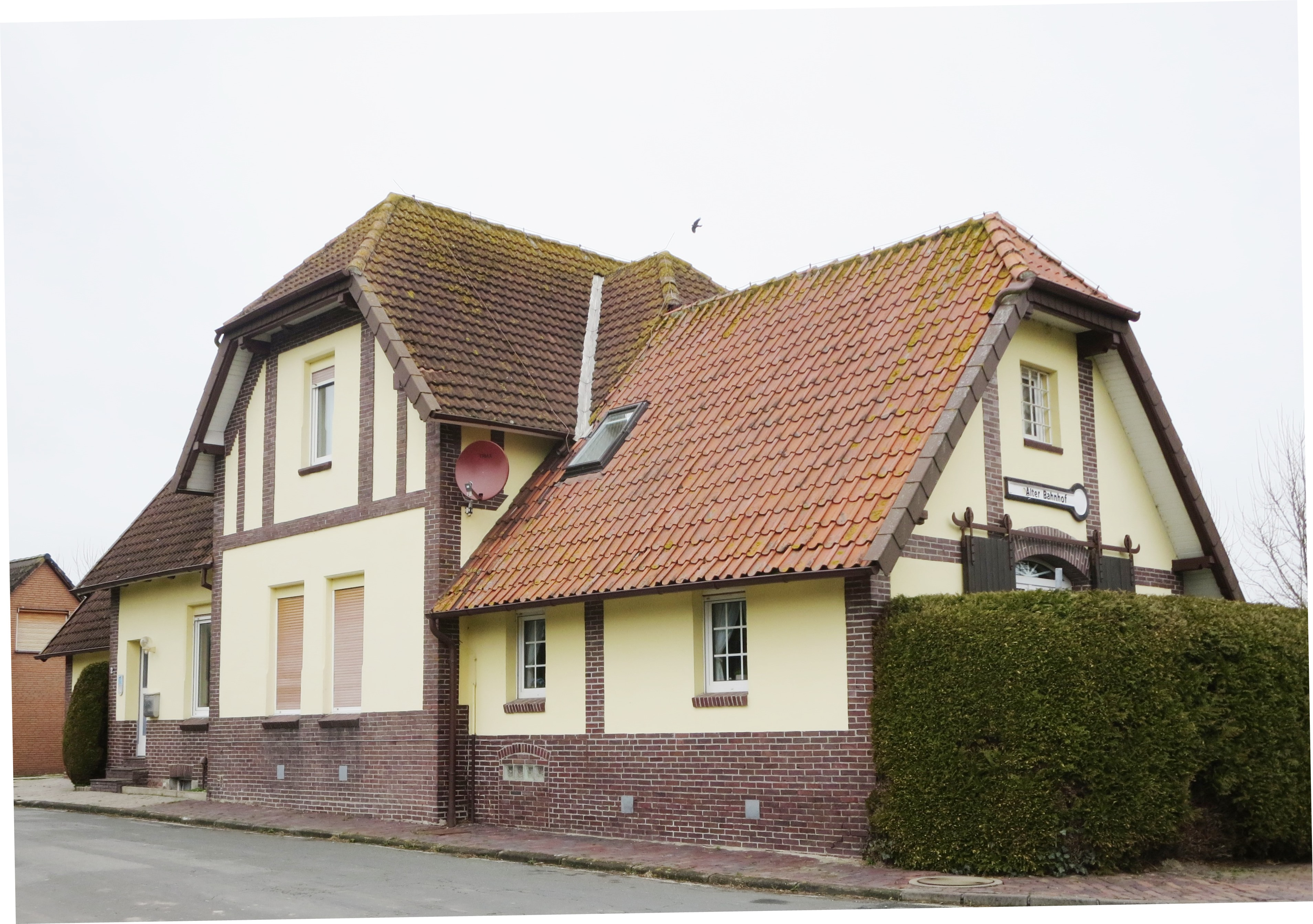
Ehemaliges Stationsgebäude Garms
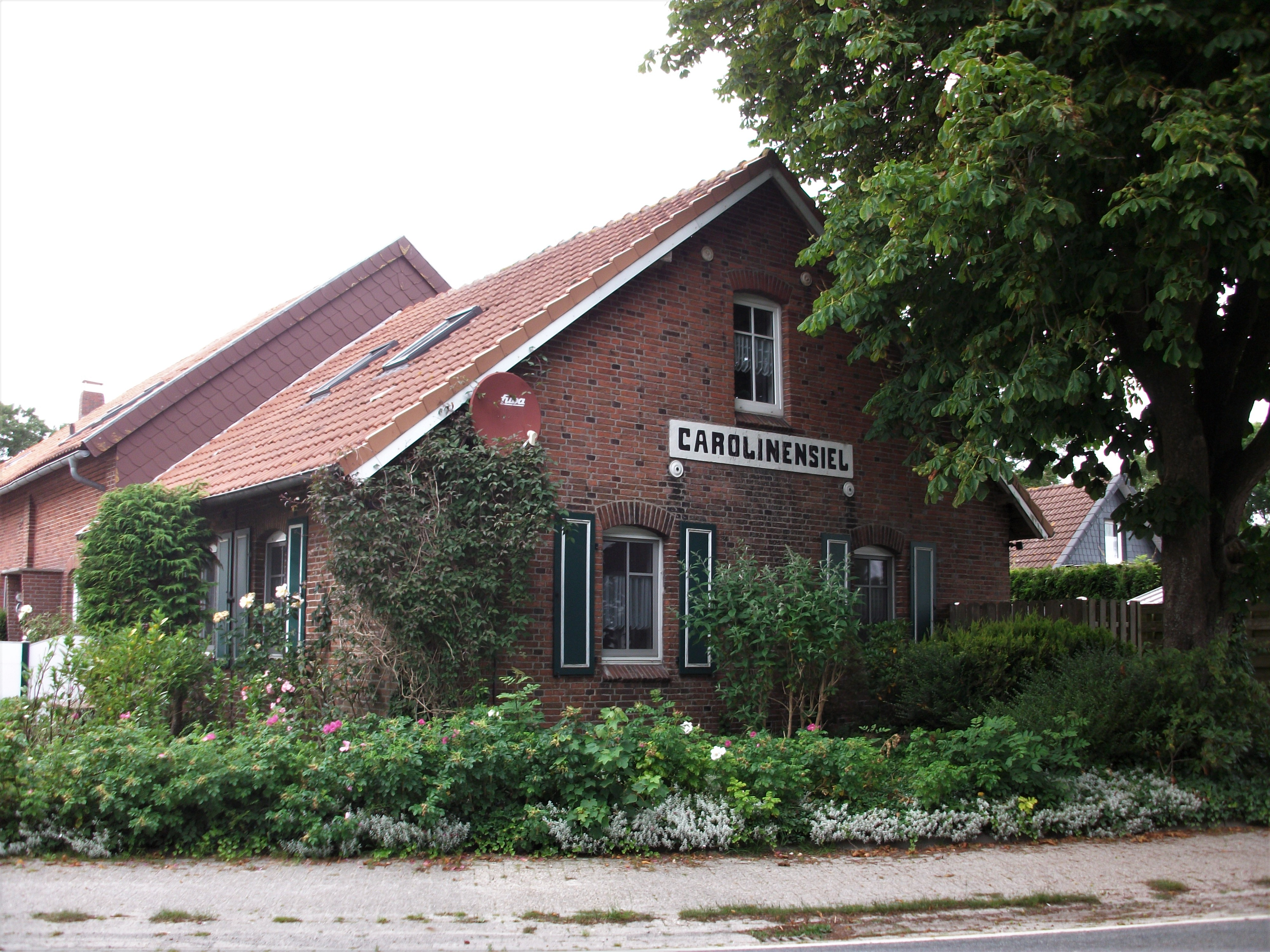
Ehemaliger Bahnhof Carolinensiel, altes Empfangsgebäude
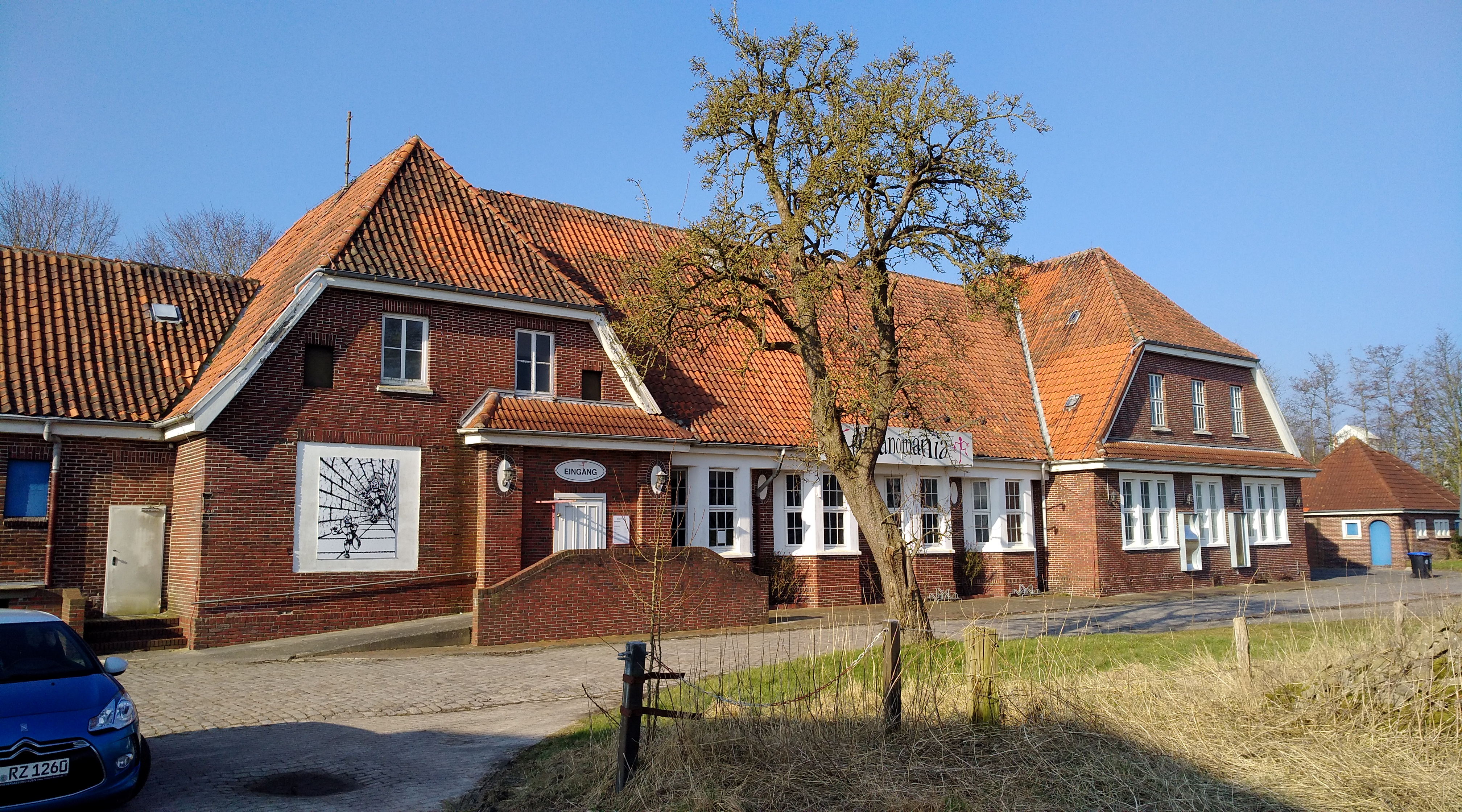
Ehemaliger Bahnhof Carolinensiel, neues Empfangsgebäude
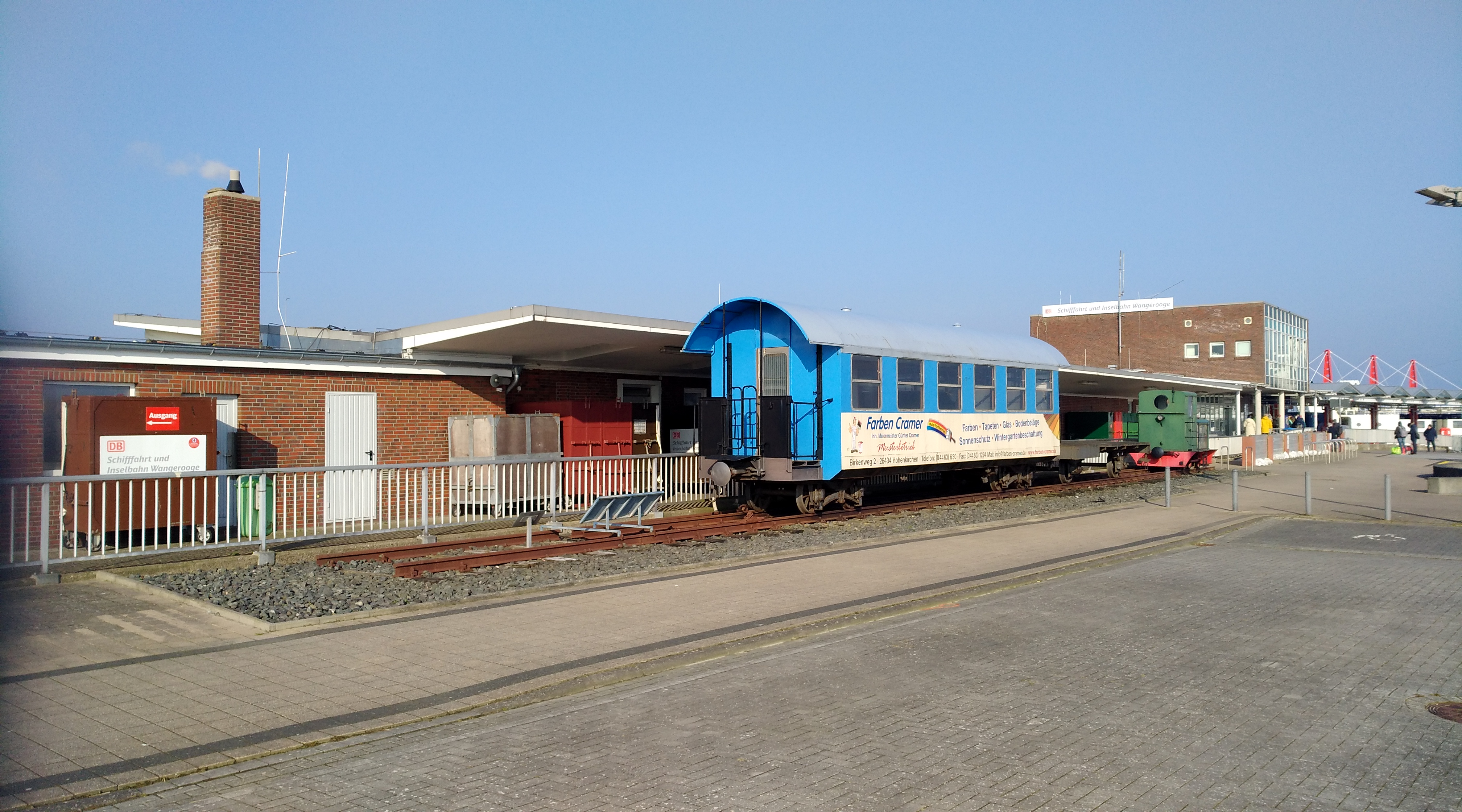
Ehemaliger Bahnhof Harle im Außenhafen Harlesiel
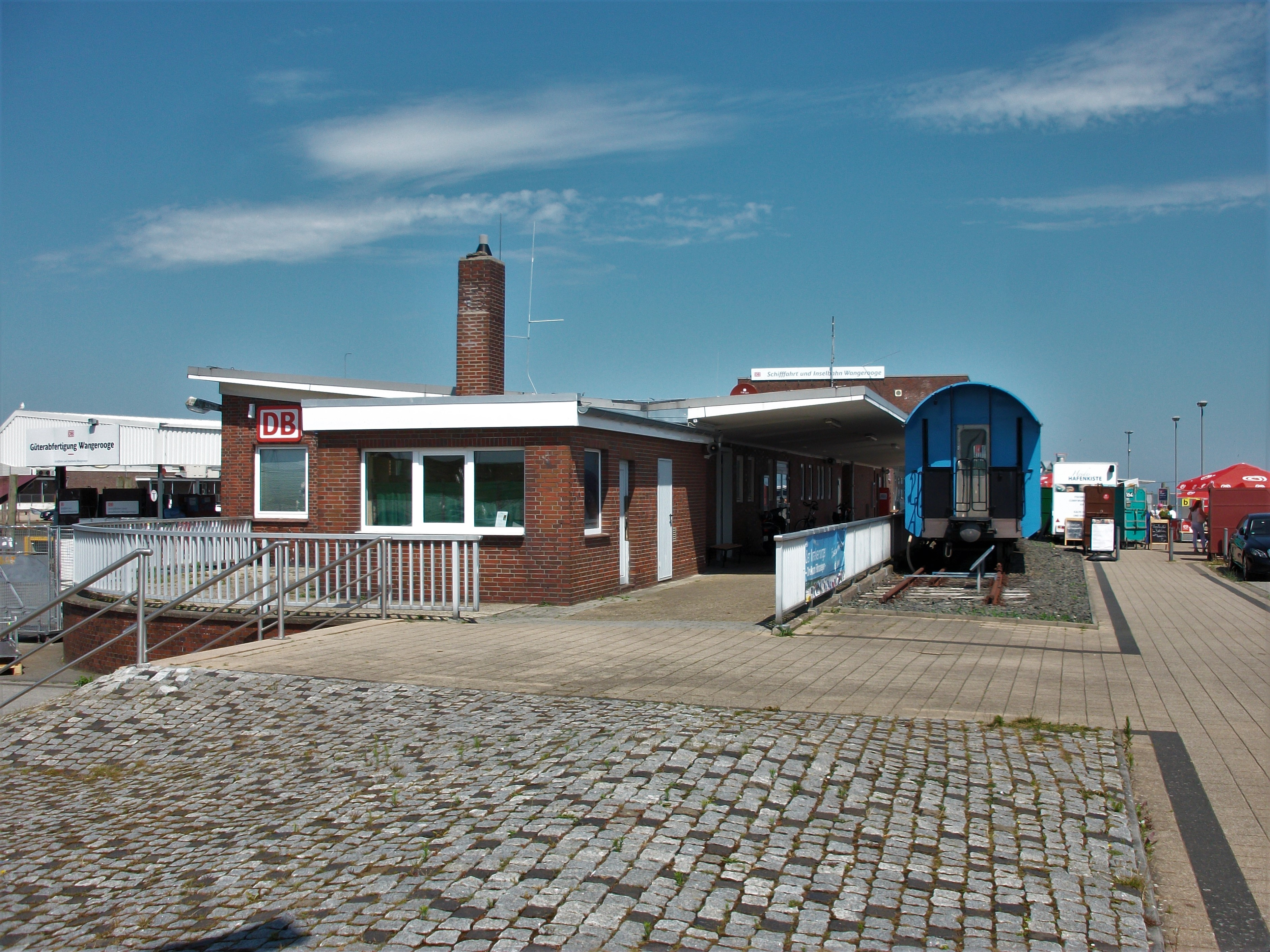
Ehemaliger Bahnhof Harle im Außenhafen Harlesiel
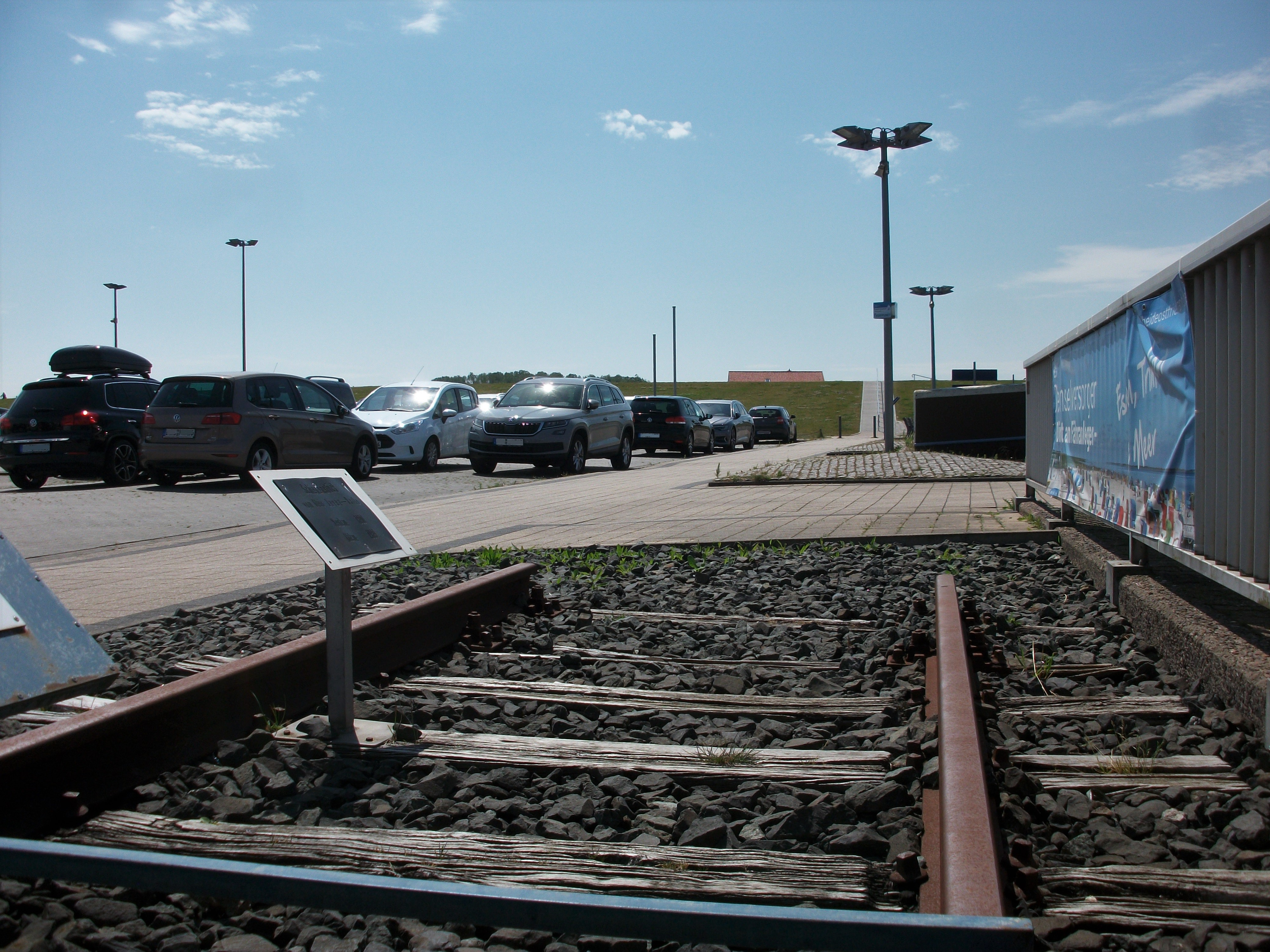
Schienenstück vom Gleis Jever–Harle im ehemaligen Bahnhof Harle